# Lores (Palencia)

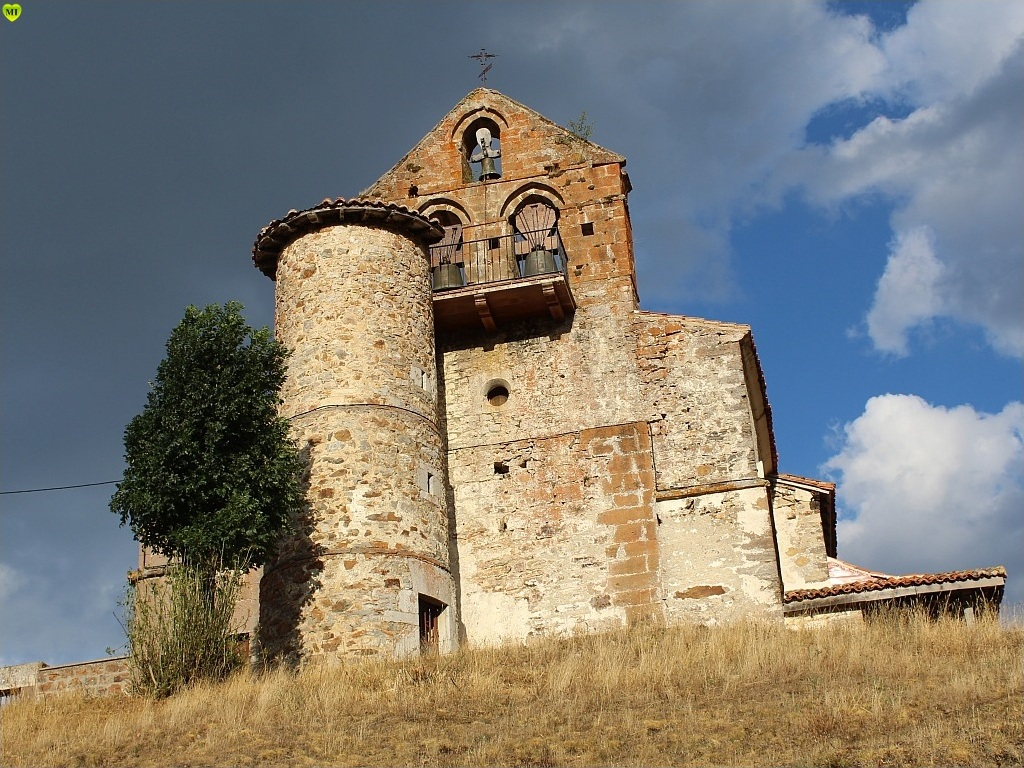
Iglesia de San Lorenzo

Lores es una localidad y también una pedanía del municipio de La Pernía en la provincia de Palencia, en la comunidad autónoma de Castilla y León, España.

## Geografía
Está a una distancia de 5 km de San Salvador de Cantamuda, la capital municipal, en la comarca de Montaña Palentina.

## Historia
A la caída del Antiguo Régimen la localidad se constituye en municipio constitucional hasta 1976, cuando constituyó el municipio de La Pernía, junto a los antiguos municipios de San Salvador de Cantamuda y Redondo-Areños.

## Geografía humana

### Demografía
| Gráfica de evolución demográfica de Lores entre 1842 y 1970 |
| |
| Población de derecho según los censos de población del INE Población de hecho según los censos de población del INEEntre el censo de 1981 y el anterior, este municipio desaparece porque se agrupa en el municipio 34904 (La Pernía) |

Evolución de la población en el siglo XXI
| Gráfica de evolución demográfica de Lores entre 2000 y 2020        |
|                                                                    |
| Población de derecho (2000-2020) según el padrón municipal del INE |

## Patrimonio
- La fuente y el lavadero del lugar
- Molino de agua
- Iglesia de San Lorenzo
- Localidad situada dentro del parque natural Montaña Palentina
- Ermita de San Roque
- Casa del arco, datada en el S.XI (1013)